# La tempesta de gel
La tempesta de gel (The Ice Storm en el seu títol original en anglès als Estats Units) és una pel·lícula de l'any 1997 dirigida per Ang Lee i protagonitzada per Sigourney Weaver i Kevin Kline, la qual fou emesa per TV3 per primera vegada el 28 de gener del 2001.

## Argument
New Canaan, estat de Connecticut, 1973. Ben Hood (Kevin Kline) s'entén amb la seua veïna, Janey Carver (Sigourney Weaver). La muller de Ben, Elena (Joan Allen), sospita l'engany. Compensa les frustracions cometent petits furts. Tampoc Janey és una dona feliç, però les seues aventures donen una mica d'emoció a una existència grisa. Tant els Hood com els Carver tenen fills adolescents. Mentre tot el país està pendent de l'escàndol Watergate, els matrimonis de New Canaan organitzen una festa nadalenca. El plat fort és un sorteig d'intercanvi de parelles. Aquella mateixa nit caurà sobre la costa est dels Estats Units una gran tempesta.

## Context històric i artístic
La tempesta de gel és una pel·lícula sobre l'alliberament i la transformació de la societat estatunidenca dels anys setanta del segle xx. I, també, de com aquesta societat (en veure's exposada als contrasentits de la guerra del Vietnam, l'escàndol Watergate, les mentides del president Richard Nixon, la irrupció del feminisme, la contracultura i la revolució sexual) va perdre la innocència, va refusar algunes normes establertes i es va trobar davant un gran buit existencial. Observant en detall una família en procés de desmembrament, la pel·lícula fixa l'enterbolit estat moral i civil dels Estats Units el 1973, l'any en què Nixon va voler enganyar els estatunidencs.
Després de la seua trilogia xinesa i de passar per l'Anglaterra vuitcentista de Jane Austen, el realitzador taiwanès Ang Lee es va sentir capaç de rodar la novel·la de Rick Moody, molt apreciada pel seu incisiu disseccionament del precís moment històric en què la contrariada societat estatunidenca va semblar que iniciava un espontani procés de ruptura i canvi. Amb notables registres de Kevin Kline, Sigourney Weaver i alguns actors adolescents (un d'ells el futur Spiderman, Tobey Maguire, que llegeix en el tren còmics dels superherois Marvel), el film expandeix una crua i punyent radiografia social en què es diagnostiquen enganys i frustracions.
És un obra dura, mosaic de conductes amorals i egoistes de gent desorientada i enxampada en una tempesta de gel. La seqüència de la mort per descàrrega elèctrica del fill dels Carver és senzillament aterridora. No hi ha més caliu en aquesta torbadora història que els evasius personatges adolescents, la conseqüència d'un món falsejat i insatisfactori, però també l'única esperança possible d'un futur millor.

## Frases cèlebres
| « | Trobar-se a la Zona Negativa, com els passa a Els Quatre Fantàstics sovint, significa que totes les convencions quotidianes s'han invertit. Fins i tot, La Dona Invisible deixa d'ésser invisible, i reclama tot el seu poder. Crec que gairebé tothom està en un nivell de La Zona Negativa. Algunes persones més que altres. Durant la vida, és com si entressis i sortissis del lloc en què les coses no funcionen de manera com seria d'esperar. Però hi ha quelcom a La Zona Negativa que atreu algunes persones. Hi acaben penetrant, hi penetren completament. (Tobey Maguire / Paul Hood) | » |

## Premis
- 1997: Festival Internacional de Cinema de Canes (Millor Guió).[3]
- 1997: Globus d'or (Sigourney Weaver nominada a la millor actriu).
- 1997: Premi Guldbagge a la Millor Pel·lícula Estrangera.
- 1997: Premis Bafta (Millor Actriu Secundària per a Sigourney Weaver i nominació al Millor Guió Adaptat).[4]